# Kaitlin Olson
Kaitlin Olson (ur. 1976 w Portlandzie, w stanie Oregon, USA) – amerykańska aktorka telewizyjna i filmowa.

## Życiorys
Studiowała teatr na uniwersytecie stanu Oregon w jej rodzimym mieście Portland. Występowała na scenie Groundlings Theatre. Później przeniosła się do Los Angeles, gdzie w 2000 roku rozpoczęła karierę od udziału w trzech filmach kinowych: Oczy nieba (Eyes to Heaven), Wygrane marzenia (Coyote Ugly) i Jacks. Potem trafiła na srebrny ekran w programie telewizyjnym The Drew Carey Show (2003/2004). W 2005 roku otrzymała rolę Deandry „Dee” Reynolds w sitcomie U nas w Filadelfii (It's Always Sunny In Philadelphia).

## Filmografia
- 2000: Oczy nieba (Eyes to Heaven)
- 2000: Wygrane marzenia (Coyote Ugly) jako Bidding Customer
- 2000: Jacks jako Jocelyn
- 2001: Fugly jako Cha Cha
- 2002: George Lopez (serial TV) jako Janet
- 2002–2004: The Drew Carey Show jako Traylor
- 2005-2013: U nas w Filadelfii (It's Always Sunny in Philadelphia, serial TV) jako Dee Reynolds
- 2017: Cioteczka Mick jako Mackenzie 'Mickey' Murphy